# Казка старого дуба
«Казка старого дуба» — радянський художній фільм 1984 року, знятий режисерами Фікретом Алієвим і Гусейном Мехтієвим на кіностудії «Азербайджанфільм».

## Сюжет
У фільмі порушується проблема ставлення людини до природи, символом якої є старий дуб, який охороняє лісник від корисливих людей.

## У ролях
- Гасан Мамедов — Багір
- Гасанага Турабов — Нуркабар
- Халіда Гулієва — Назлі
- Расім Балаєв — роль другого плану
- Джахангір Новрузов — роль другого плану
- Гюльшан Курбанова — роль другого плану
- Афаг Кулієва — роль другого плану

## Знімальна група
- Режисери — Фікрет Алієв, Гусейн Мехтієв
- Сценарист — Ісі Мелік-заде
- Оператор — Фараміз Мамедов
- Композитор — Ельдар Рустамов
- Художник — Фікрет Ахадов